# Julius Leopold Klein

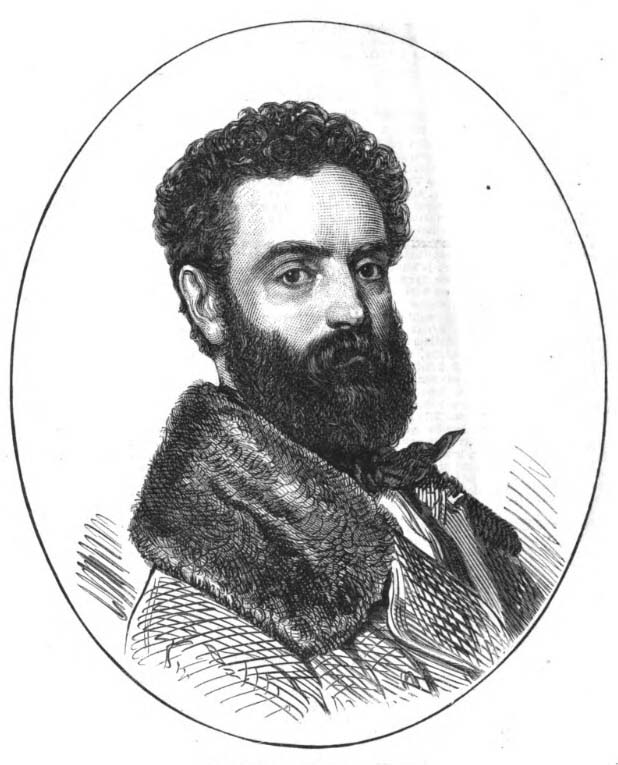
Retrato de Klein en su juventud. Autor desconocido.

Julius Leopold Klein (Miskolc, Imperio austríaco, 1810; Berlín, 2 de agosto de 1876) fue un escritor y dramaturgo alemán, conocido especialmente por su contribución como historiador especializado en la historia universal del teatro.

## Biografía
Hasta 1823 recibió instrucción privada de maestros alemanes en su domicilio. Cuando cumplió 13 años ingresó al Gymnasium de Pest y permaneció allí por dos años cursando estudios secundarios. Más adelante se trasladó a Viena, donde estudió filosofía y después a Berlín, para estudiar medicina. Sin embargo, aunque terminó completamente sus estudios, nunca ejerció como médico y tras varios años de estadía en Italia y Grecia, se estableció definitivamente en Berlín en 1840. Allí vivió como escritor dramático y crítico de teatro, escribiendo además columnas para diversos diarios alemanes hasta su muerte en 1876.

## Obra
Es autor de varias tragedias y comedias históricas, pero ninguna de las puestas en escena obtuvo un éxito de taquilla verdaderamente notable. Las principales son:
Tragedias
- Maria von Medici (1841);
- Luines (1842);
- Zenobia (1847);
- Moreto (1859);
- Maria (1860);
- Strafford (1862)
- Heliodora (1867);

Comedias
- Die Herzogin (1848) [La duquesa];
- Ein Schützling (1850 [Un protegido]);
- Voltaire (1862).

La temática de sus obras siempre giró en torno a la historia, la que consideraba lo único digno de representación teatral. Sin embargo, en la obra Kavalier und Arbeiter (Caballeros y obreros), una tragedia escrita en 1850,  Klein se permitió la fantasía. Aunque inspirada en las insurrecciones de los obreros textiles de Silesia es una obra netamente de ficción cuyo tema principal es el hambre. La importancia histórica que se le asigna es que con esta pieza, Klein se convierte en el primer dramaturgo alemán que trata la temática del proletariado e intenta exponer las nuevas contradicciones y problemas surgidos en la sociedad con la industrialización. Políticamente se alineaba con los jóvenes hegelianos y, como dramaturgo, era crítico de Goethe y Schiller, orientándose más bien hacia la propuesta de Shakespeare.
Principalmente, sin embargo, se lo conoce como autor de una historia del teatro en trece tomos (Geschichte des Drama's), que aunque no llegó a terminar, pretendía ser completa, abarcando todas las épocas. A esta, su magnum opus, destinó más de una década su vida. Comenzó a escribirla en 1865 y dedicó los primeros dos volúmenes al teatro griego y romano. El tercer tomo trata del teatro fuera de Europa, los tomos IV a VII están dedicados al teatro italiano y desde el volumen VIII hasta el XI se trata el español. Alcanzó a completar el tomo XII, relatando los comienzos del arte dramático en Inglaterra. Falleció mientras escribía sobre Shakespeare, en el tomo XIII, que quedó inconcluso.